# Filatelistický atlas
Filatelistický atlas je atlas, soubor map a textů ke známkovým zemím. Autory jsou Bohuslav Hlinka a Ludvík Mucha

## Obsah
Atlas (3. vydání z roku 1986) obsahuje:
- mapová část
  - 118 map známkových zemí rozdělený podle kontinentů
  - seznamy známkových zemí rozdělený podle kontinentů včetně jejich měn
- obrazová část
  - 4 fotografie poštovních doručovatelů ze sbírek Poštovního muzea v Praze
  - 12 stran fotografických ukázek známek podle témat
- textová část
  - úvodní text
  - popis jednotlivých známkových zemí podle kontinentů
  - popis poštovních oblastí sdružujících několik území
  - popis mezinárodních organizací vydávajících poštovní známky
  - popis známkových zemí, které neplní poštovní funkci
- rejstřík známkových zemí a jejich názvů uvedených na známkách

## Vydání
- 1971 – 1. vydání, Filatelistický atlas známkových zemí, Kartografie, Praha
- 1978 – 2. vydání (aktualizované), Filatelistický atlas známkových zemí, Kartografie, Praha
- 1986 – 3. vydání (rozšířené), Filatelistický atlas, Geodetický a kartografický podnik v Praze, Praha